# Magnoncourt
Magnoncourt ist eine Gemeinde im französischen Département Haute-Saône in der Region Bourgogne-Franche-Comté.

## Geographie
Magnoncourt liegt auf einer Höhe von 252 m über dem Meeresspiegel, einen Kilometer nordöstlich von Saint-Loup-sur-Semouse und etwa 32 Kilometer nordnordöstlich der Stadt Vesoul (Luftlinie). Das Dorf erstreckt sich im äußersten Norden des Departements, in einer Ebene, am Rand des Plateaus der Vôge, nahe der Mündung des Ruisseau du Chânet in die Sémouse.
Die Fläche des 6,67 km² großen Gemeindegebiets umfasst einen Abschnitt in der leicht gewellten Landschaft am Rand der Vôge. Der Hauptteil des Gebietes wird von der Alluvialebene der Semouse eingenommen, die durchschnittlich auf 245 m liegt. Von Norden her tritt der Bachlauf Ruisseau du Chânet in diese Ebene ein. Flankiert wird die Ebene im Westen von einem aus Muschelkalk der mittleren Trias bestehenden Plateau, das von der Waldung des Bois des Gouttes (bis 280 m) bedeckt wird. Die westliche Abgrenzung bildet dabei der Ruisseau des Lauchères. Nach Norden erstreckt sich das Gemeindeareal bis in das Tal des Ruisseau le Petit (Zufluss des Ruisseau du Chânet), der zu einem 5 ha großen Weiher aufgestaut wird. Im Nordosten reicht der Gemeindeboden in den Bois du Rogney, in dem mit 291 m die höchste Erhebung von Magnoncourt erreicht wird. Diese Anhöhe ist aus Buntsandstein der Untertrias aufgebaut.
Nachbargemeinden von Magnoncourt sind Fleurey-lès-Saint-Loup und Aillevillers-et-Lyaumont im Norden, Corbenay im Osten sowie Saint-Loup-sur-Semouse im Süden und Westen.

## Geschichte
Überreste eines römischen Verkehrsweges im Bois du Rogney zeugen von einer frühen Begehung und Besiedlung des Gebietes. Im Mittelalter gehörte Magnoncourt zur Freigrafschaft Burgund und darin zum Gebiet des Bailliage d’Amont. Die lokale Herrschaft hatten die Herren von Saint-Loup inne. Zusammen mit der Franche-Comté gelangte der Ort mit dem Frieden von Nimwegen 1678 definitiv an Frankreich. In den Jahren 1783 und 1784 wurde Magnoncourt von zwei schweren Dorfbränden heimgesucht. Kirchlich gehört der Ort zur Pfarrei Saint-Loup-sur-Semouse.

## Bevölkerung
| Jahr                       | 1962 | 1968 | 1975 | 1982 | 1990 | 1999 | 2006 |
| Einwohner                  | 367  | 452  | 507  | 453  | 440  | 452  | 441  |
| Quellen: Cassini und INSEE |      |      |      |      |      |      |      |

Mit 400 Einwohnern (1. Januar 2022) gehört Magnoncourt zu den kleineren Gemeinden des Département Haute-Saône. Nachdem die Einwohnerzahl in der ersten Hälfte des 20. Jahrhunderts deutlich abgenommen hatte (1906 wurden noch 545 Personen gezählt), wurden nach einem leichten Bevölkerungsanstieg während der 1960er Jahre seit Mitte der 1970er Jahre nur noch geringe Schwankungen verzeichnet. Heute ist das Siedlungsgebiet von Magnoncourt nahezu lückenlos mit demjenigen von Saint-Loup-sur-Semouse zusammengewachsen.

## Wirtschaft und Infrastruktur
Magnoncourt war lange Zeit ein vorwiegend durch die Landwirtschaft (Ackerbau, Obstbau und Viehzucht) und die Forstwirtschaft geprägtes Dorf. Seit den 1960er Jahren hat sich an der Gemeindegrenze zu Saint-Loup-sur-Semouse eine Gewerbe- und Industriezone entwickelt. Hier haben sich verschiedene Betriebe niedergelassen, darunter ein Reinigungsunternehmen und eine Stuhlfabrik. In den letzten Jahrzehnten hat sich das Dorf auch zu einer Wohngemeinde gewandelt. Viele Erwerbstätige sind deshalb Wegpendler, die in den größeren Ortschaften der Umgebung ihrer Arbeit nachgehen.
Die Ortschaft ist verkehrstechnisch gut erschlossen. Sie liegt nahe der Hauptstraße D417, die von Luxeuil-les-Bains nach Bourbonne-les-Bains führt. Weitere Straßenverbindungen bestehen mit Bains-les-Bains, Saint-Loup-sur-Semouse und Aillevillers.